# Krosienko
Krosienko (deutsch Krossenfelde) ist ein Ort in der polnischen Woiwodschaft Ermland-Masuren. Er gehört zur Gmina Pasłęk (Stadt-und-Land-Gemeinde Preußisch Holland) im Powiat Elbląski (Kreis Elbing).

## Geographische Lage
Krosienko liegt im nördlichen Westen der Woiwodschaft Ermland-Masuren, fünf Kilometer westlich der früheren Kreisstadt Preußisch Holland (polnisch Pasłęk) bzw. 14 Kilometer südöstlich der heutigen Kreismetropole Elbląg (deutsch Elbing).

## Geschichte
Das heutige Krosienko wurde 1850 gegründet und hieß bis zum 20. April 1856 Abbau Pelz, schrieb sich danach kurzzeitig Crossenfelde und erst nach 1870 Krossenfelde. Bis 1945 war der Ort ein Wohnplatz der Gemeinde Krossen (polnisch Krosno) im ostpreußischen Kreis Preußisch Holland. Als solcher „Abbau Krossenfelde“ zählte er im Jahre 1910 27 Einwohner.
1945 kam in Kriegsfolge das gesamte südliche Ostpreußen zu Polen. Krossenfelde erhielt die polnische Namensform „Krosienko“ und ist heute eine Osada (= „Siedlung“) innerhalb der Gmina Pasłęk (Stadt-und-Land-Gemeinde Preußisch Holland) im Powiat Elbląski (Kreis Elbing), von 1975 bis 1998 der Woiwodschaft Elbląg, seither der Woiwodschaft Ermland-Masuren zugehörig.

## Religion
Krossenfelde gehörte bis 1945 zur evangelischen Pfarrkirche der Stadt Preußisch Holland (Pasłęk) in der Kirchenprovinz Ostpreußen der Kirche der Altpreußischen Union. Krosienko ist nun der St.- Georgs-Kirche der Stadt zugeordnet – innerhalb der Diözese Masuren der Evangelisch-Augsburgischen Kirche in Polen.
Bis 1945 war Krossenfelde außerdem in die römisch-katholische Pfarrei St. Josef in Preußisch Holland eingegliedert. Zu ihr gehört Krosienko auch heute noch – innerhalb des Dekanats Pasłęk 1 im Bistum Elbląg.

## Verkehr
Krosienko liegt an einer Nebenstraße, die in Krosno (Krossen)  über Drużno (Drausenhof) nach Dłużyna (Langenreihe) führt. Pasłęk ist die nächstgelegene Bahnstation und liegt an der im Regelverkehr befahrenen Bahnstrecke Olsztyn–Bogaczewo.